# Гротамароца (Рим)
Гротамароца је насеље у Италији у округу Рим, региону Лацио.
Према процени из 2011. у насељу је живело 41 становника. Насеље се налази на надморској висини од 105 м.